# 小行星23989
小行星23989（23989 Farpoint）是一颗绕太阳运转的小行星，为主小行星带小行星。该小行星于1999年9月3日发现。

## 轨道参数
小行星23989的轨道半长轴为2.6179235 UA，离心率为0.191。